# 40444 Palacký
40444 Palacký è un asteroide della fascia principale. Scoperto nel 1999, presenta un'orbita caratterizzata da un semiasse maggiore pari a 2,9536664 UA e da un'eccentricità di 0,0421217, inclinata di 1,42326° rispetto all'eclittica.